# Білий дім (Єкатеринбург)
«Білий дім» (до 1991 року — Будинок Рад, пізніше також відомий як Будівля обласного уряду) — 24-поверхова висотна будівля на Жовтневій площі Єкатеринбурга. Спочатку використовувалося як місце розташування Свердловського обласного комітету КПРС, з 1991 року в будівлі розміщується Уряд Свердловської області.
Аж до розпаду СРСР було найвищим у СРСР будівлею обласного комітету (обкому) КПРС. Носить неофіційні прізвиська «Зуб Мудрості» та «Член КПРС».

## Історія будівництва
На місці сучасного «Білого дому» за адресою Фетисовская вулиця, 19 (пізніше вулиця 9 січня, зараз вулиця Бориса Єльцина) розташовувався побудований в кінці XIX століття двоповерховий кам'яний будинок купця 2 гільдії Андрія Андрійовича Макарова. У 1974 році будинок разом з прилеглими до нього будівлями був знесений.
«Білий дім» почав будуватися за розпорядженням Б. М. Єльцина для обласного комітету КПРС в 1975 році. Корпус будівлі було зведено вже до 1979 році, а у 1982 році була закінчена обробка.

## Архітектура
Будівля побудована із збірного залізобетону і облицьована білим мармуром, через колір якого вона і отримала свою назву. З 24 поверхів будівлі два верхніх є технічними, а 13-й і 14-й поверхи мають підвищену висоту стель. За чинними Будівельними Нормами і Правилами (БНіП) є 23-поверховим (останній технічний поверх не враховується).

## Фотогалерея

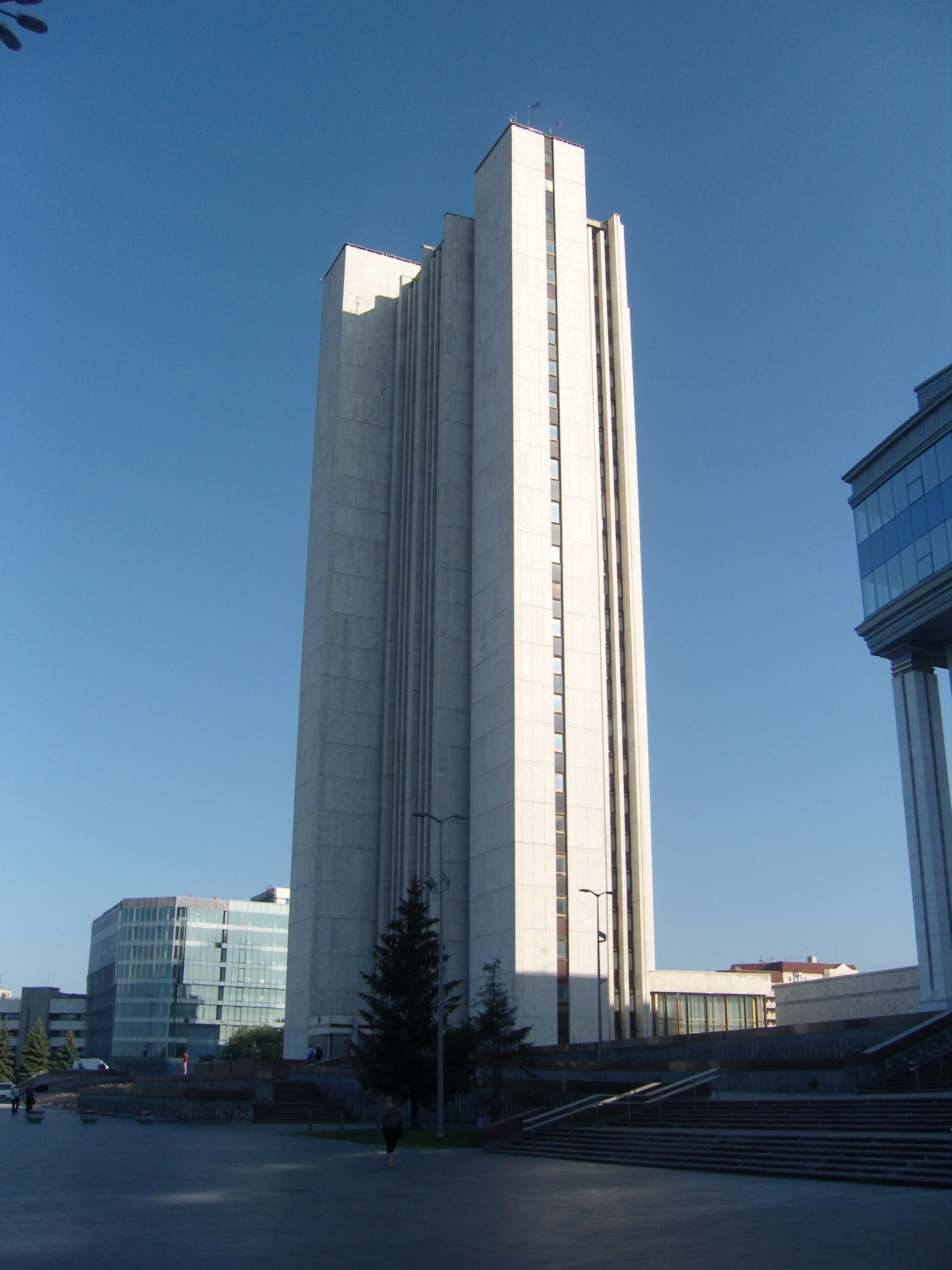
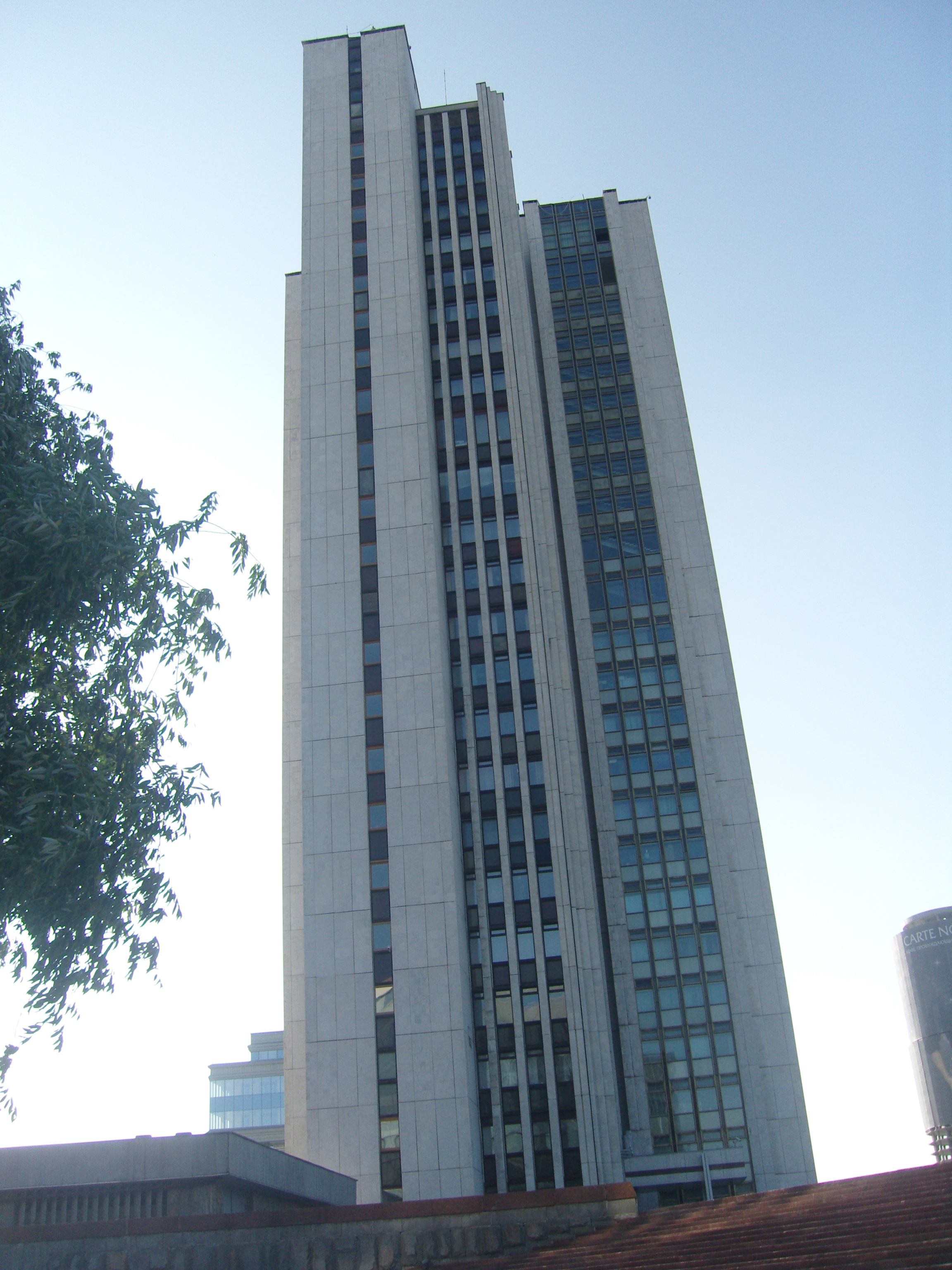
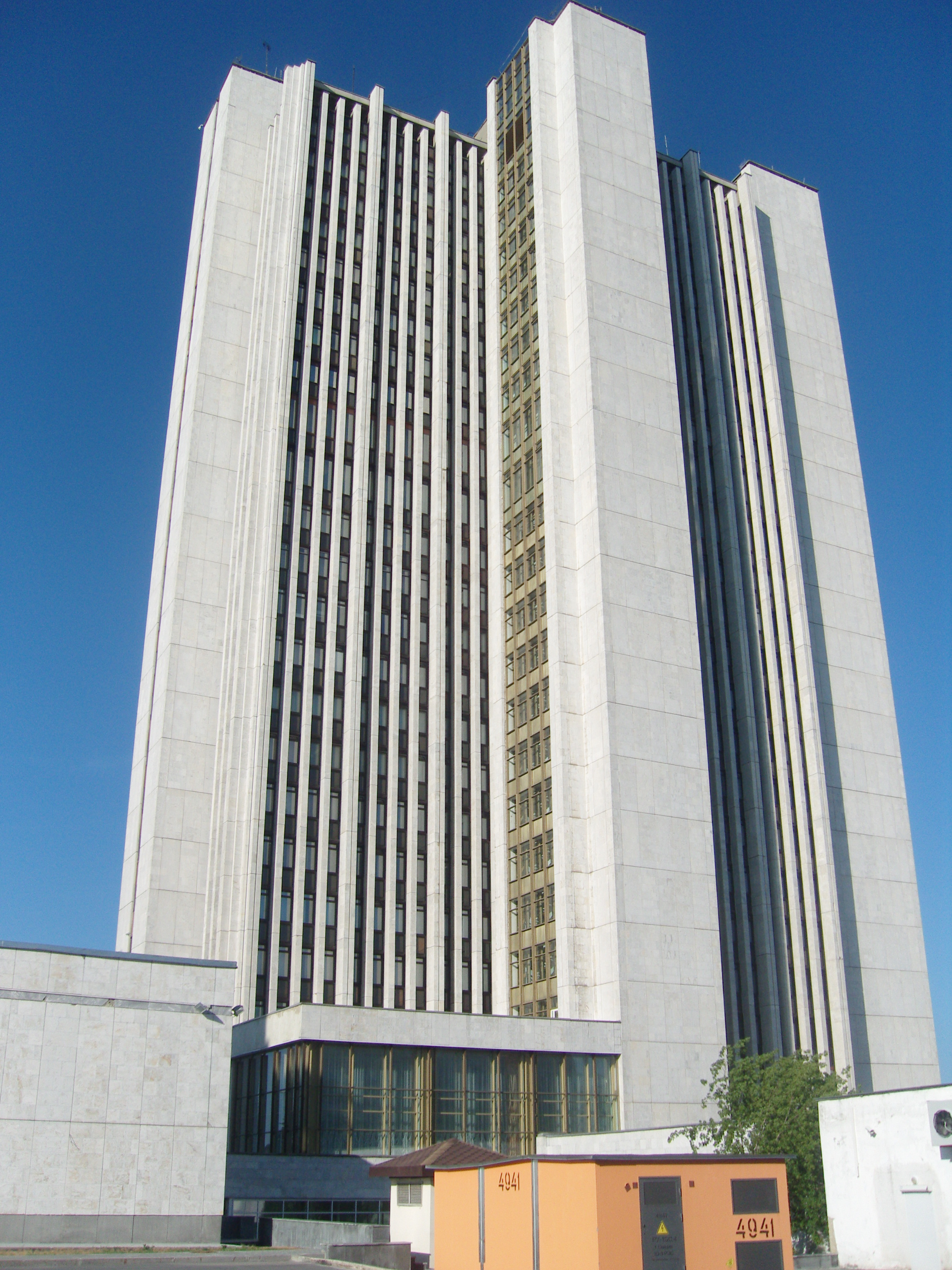
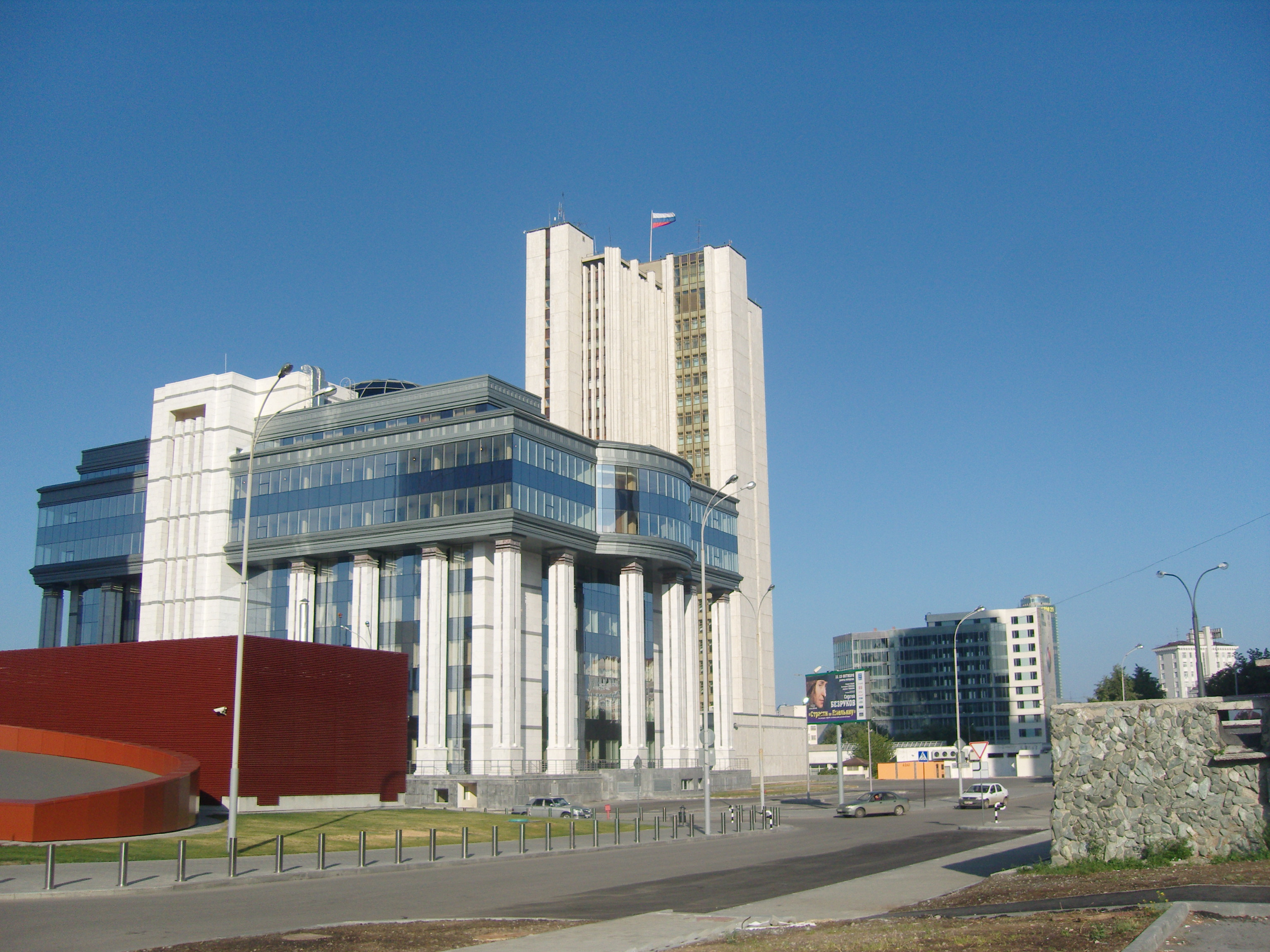